# ハッピーフェイス
『ハッピーフェイス』（原題：Happy Face）は、2025年のアメリカ合衆国の実録犯罪ドラマ。メリッサ・ムーアによる2018年のポッドキャスト『Happy Face（原題）』と、M・ブリジット・クックと共著した2009年の自伝『Shattered Silence（原題）』を原作とする。2025年3月20日にParamount+で初公開された。
日本では、2025年2月21日よりParamount+で配信された。

## キャスト
※括弧内は日本語吹替。
メリッサ・ムーア
演 - アナリー・アシュフォード（斉藤梨絵）
メイクアップアーティスト。猟奇殺人犯〈ハッピーフェイスキラー〉の父親を持つ。
ベン・ムーア
演 - ジェームズ・ウォルク（上住谷崇）
メリッサの夫。
アイヴィ
演 - タメラ・トマキリ（ニケライ・ファラナーゼ）
番組プロデューサー。
ヘイゼル
演 - キーラ・アイン（中野さいま）
ムーア家の15歳の娘。　
マックス
演 - ベンジャミン・マッキー（依田菜津）
ムーア家の9歳の息子。
キース・ハンター・ジェスパーソン
演 - デニス・クエイド（菅生隆之）
メリッサの父親。

### リカーリング
ジューン・ジェスパーソン
演 - キャスリーン・デュボルグ（森本73子）
メリッサの母親であり、キースの元妻。
レニー
演 - ジェニファー・スペンス
ドクター・グレッグ
演 - デヴィッド・ヘアウッド
昼間の健康トーク番組「ドクター・グレッグ・ショー」の司会者。

### ゲスト
クレイグ・キャロウェイ
演 - マイケル・オニール（鈴木コウタ）
地方検事。

## 製作
主要撮影は2024年3月19日から6月19日までバンクーバーで行われた。一部のシーンはテキサス州の代わりにニューウェストミンスター市庁舎で5月に撮影された。